# Мяти
Мяти (пол. Miaty) — село в Польщі, у гміні Тшемешно Гнезненського повіту Великопольського воєводства.
Населення — 293 особи (2011).
У 1975—1998 роках село належало до Бидгощського воєводства.

## Демографія
Демографічна структура станом на 31 березня 2011 року:
|          | Загалом | Допрацездатний вік | Працездатний вік | Постпрацездатний вік |
| -------- | ------- | ------------------ | ---------------- | -------------------- |
| Чоловіки | 153     | 31                 | 108              | 14                   |
| Жінки    | 140     | 40                 | 78               | 22                   |
| Разом    | 293     | 71                 | 186              | 36                   |